# كريس ألبيرتسون
كريس ألبيرتسون (بالإنجليزية: Chris Albertson)‏ هو كاتب سير ودي جيه ومنتج أسطوانات أمريكي، ولد في 18 أكتوبر 1931 في ريكيافيك في آيسلندا، وتوفي في 24 أبريل 2019 في مانهاتن في الولايات المتحدة.

## وصلات خارجية
- كريس ألبيرتسون على موقع ميوزك برينز (الإنجليزية)
- كريس ألبيرتسون على موقع ديسكوغز (الإنجليزية)